# Madake Patna, Pandavapura
Madake Patna là một làng thuộc tehsil Pandavapura, huyện Mandya, bang Karnataka, Ấn Độ.